# 4.3.2.1
Ne doit pas être confondu avec 4 3 2 1 (roman).
Pour plus de détails, voir Fiche technique et Distribution.
4.3.2.1 est un film britannique réalisé par Noel Clarke et Mark Davis, sorti en 2010.

## Synopsis
4 filles, 3 jours, 2 villes, 1 chance.
Quatre amis de 19 ans: Joanne, Cassandra, Shannon et Kerrys, se rencontrent tous lors d'un dîner, où ils voient Dillon et Smoothy. Alors que la police arrive, Dillon et Smoothy s'enfuient et Dillon laisse accidentellement un diamant volé dans le sac de Cassandra. Les quatre filles sortent ensuite et rentrent chez elles.
Shannon rentre à la maison juste au moment où sa mère quitte son père. Jo appelle Shannon au supermarché ouvert 24h / 24 où elle travaille avec Angelo, mais lui dit de partir dès son arrivée. Quand elle refuse, Dillon embrasse Jo, bouleversant Shannon, alors elle attrape un tube Pringles de la boutique et s'enfuit.
Après s'être saoulé dans un bar, Shannon est attaquée par un gang puis sauvée par Kelly. Shannon découvre que Kelly recherche "15 diamants". L'une est déjà dans le sac de Cassandra et les autres sont dans le tube qui est tombé du sac de Shannon lorsqu'elle a été attaquée. Shannon s'échappe et récupère le tube, puis laisse un message informant Jo sur les diamants. Plus tard, Shannon retrouve sa mère et l'accuse de ne pas se soucier d'elle, surtout lorsqu'elle l'a forcée à se faire avorter. Shannon tient bientôt les diamants au-dessus d'un pont, envisageant le suicide.
Pendant ce temps, Cassandra se rend à New York pour rencontrer Brett, qu'elle a rencontré sur Internet, et auditionner pour une école de piano. Elle a couché avec Brett et le matin, tous ses biens ont disparu, à l'exception de son sac à main, qui contient un diamant. Elle trouve également une lettre écrite par la mère de Shannon expliquant pourquoi elle est partie. Elle l'envoie par la poste chez Kerrys pour le livrer à Shannon.
Elle se rend chez Brett pour découvrir que Brett est un harceleur qui a piraté l'ordinateur de Cassandra, prenant des vidéos d'elle. Lorsque le faux Brett arrive, elle l'assomme et efface les images et procède à des photos de ses parties génitales pour se venger. Cassandra se fraye un chemin dans une audition improvisée avec Jago Larofsky et gagne une place à son école. Elle part ensuite pour rentrer chez elle à Londres, disant à Jo qu'elle sait où se trouve Shannon.
Après avoir vu son frère Manuel recevoir un colis contenant des instructions de Dillon et Smoothy, Kerrys et sa petite amie Jas s'introduisent chez Cassandra et y restent le week-end. Manuel y arrive et ils découvrent une salle de panique. Manuel les enferme dans la salle de panique, retourne le colis à Dillon et Smoothy comme indiqué et organise une fête. Lorsque les deux filles s'échappent de la salle de panique, elles forcent avec colère tout le monde à sortir de l'appartement. Kerrys rentre chez elle et trouve la lettre de la mère de Shannon que Cassandra lui a envoyée. Après avoir fait amende honorable avec son père, elle enferme Manuel dans le coffre de sa nouvelle voiture et part pour retrouver Shannon, mais quand il essaie de l'attaquer, elle plante la voiture dans le magasin de Jo.
Jo commence à se méfier de son nouveau manager, Tee, qui a travaillé avec Dillon et Smoothy pour livrer les diamants, mais il en manque un. Dillon et Smoothy viennent chercher l'argent, mais trouvent que Tee les a trahis, gardant l'argent pour lui, et ils tiennent le magasin en représailles.
Lorsque Shannon arrive, Jo essaie de la faire partir et Dillon embrasse Jo, qui invisible à Shannon, est sous la menace d'une arme. Shannon part, volant les Pringles, et Dillon et Smoothy s'échappent, laissant Tee avec les 14 diamants que Tee avait cachés dans le tube que Shannon a volé. Le lendemain, Jo se rend compte que Shannon a les diamants, et quand Tee est sur le point d'être abattu par Kelly, Jo le sauve avant que Kerrys écrase la voiture de Manuel dans le magasin. Jo aide Kerrys à s'échapper et laisse une note et un DVD impliquant Tee, mais quand il essaie de s'enfuir, Angelo l'attaque et Tee est ensuite arrêté par la police.
Cassandra revient avec le dernier diamant. Elle rencontre Jo et Kerrys et ils vont trouver Shannon. Ils lui parlent et lui donnent la lettre, la réconfortant. Ils ont rassemblé les 15 diamants, les ont remis à la police et s'envolent pour New York avec Kelly également dans l'avion.

## Fiche technique
- Titre original : 4.3.2.1
- Réalisation : Noel Clarke, Mark Davis
- Scénario : Noel Clarke
- Producteur :
- Société de production : Unstoppable Entertainment, Retro-juice Productions, Atlantic Swiss Productions
- Pays d'origine :  Royaume-Uni
- Langue originale : anglais
- Lieux de tournage :
  - États-Unis : New York
  - Royaume-Uni : Londres et Pinewood Studios (Iver Heath)
- Genre : Thriller
- Durée : 117 minutes
- Date de sortie :
  - Irlande / Royaume-Uni : 2 juin 2010
  - Italie : 27 octobre 2010
  - Russie : 3 février 2011
  - Finlande / Norvège / Suède : 22 juin 2011
  - Allemagne : 19 août 2011
  - Japon : 28 juillet 2012
  - États-Unis : 31 juillet 2012
  - Roumanie : 3 mai 2013
  - Pays-Bas : 17 juin 2014

## Distribution
- Emma Roberts : Joanne
- Tamsin Egerton : Cassandra
- Ophelia Lovibond : Shannon
- Shanika Warren-Markland : Kerrys
- Andrew Harwood Mills (en) : Driving Instructor
- Adam Deacon (en) : Dillon
- Ashley Thomas : Smoothy
- Ben Cooke (en) : Big Thief
- Steven Cree : Scotty
- Michael Hunter : Tats
- Sean Pertwee : Mr. Richards
- Alan McKenna (en) : Mr. Jones
- Kate Magowan : Mrs. Richards
- Ben Shepherd : Newscaster
- Linzey Cocker : Gwen
- Susannah Fielding : Jas